# Neverland (empresa)
Neverland Co., Ltd. era una empresa desarrolladora de videojuegos japonesa fundada el 7 de mayo de 1993. Ha desarrollado videojuegos para Super Nintendo Entertainment System, Dreamcast, GameCube, PlayStation 2, Game Boy Color, Nintendo DS, Nintendo 3DS, PSP y Wii. Sus juegos más notables son la serie de videojuegos Lufia y Rune Factory. El 29 de noviembre de 2013, la compañía anunció que iba a cesar sus operaciones y declararse en quiebra. El día siguiente, el productor de Rune Factory, Yoshifumi Hashimoto de Marvelous AQL, editor de la serie, dijo que si bien lo que su próximo proyecto será es un secreto, "los miembros siguen bien". En febrero de 2014, se reveló que el equipo de desarrollo de Rune Factory había sido contratado por Marvelous AQL, y que actualmente están desarrollando el videojuego de rol de Nintendo 3DS, Forbidden Magna.

## Juegos

### Super Nintendo/Super Famicom
- Lufia & the Fortress of Doom
- Hat Trick Hero 2
- Lufia II: Rise of the Sinistrals
- Chaos Seed (Japón)
- Energy Breaker (Japón)

### Game Boy Color
- Lufia: The Legend Returns

### Saturn
- Senkutsu Katsuryu Taisen: Chaos Seed

### Dreamcast
- Record of Lodoss War
- Fushigi no Dungeon: Fuurai no Shiren Gaiden: Jokenji Asuka Kenzan!

### Game Boy Advance
- CIMA: The Enemy

### GameCube
- Disney's Party

### PlayStation 2
- Shining Force Neo
- Shining Force EXA

### PlayStation 3
- Rune Factory: Tides of Destiny

### Wii
- Rune Factory Frontier
- Shining Force Gear
- Rune Factory: Tides of Destiny

### DS
- Egg Monster Hero
- Rune Factory: A Fantasy Harvest Moon
- Rune Factory 2: A Fantasy Harvest Moon
- Dramatic Dungeon Sakura Taisen
- Rune Factory 3: A Fantasy Harvest Moon
- Lufia: Curse of the Sinistrals

### 3DS
- Rune Factory 4

- Lord of Magna: Maiden Heaven